# Cosmosoma biseriata
Cosmosoma biseriata là một loài bướm đêm thuộc phân họ Arctiinae, họ Erebidae.